# City of Angels
City of Angels je jedenáctá epizoda páté série amerického hudebního televizního seriálu Glee a v celkovém pořadí devadesátá devátá epizoda tohoto seriálu. Napsala ji Jessica Meyer, režírovala Elodie Keene, poprvé se vysílala ve Spojených státech dne 11. března 2014 na televizním kanálu Fox a ukazuje New Directions bojující o titul na národní soutěži sborů v Los Angeles. Tato epizoda obsahuje několik flashbacků s Finnem Hudsonem (Cory Monteith).

## Obsah epizody
Vedoucí sboru Will Schuester (Matthew Morrison) se během cesty na národní kolo soutěže sborů v Los Angeles ptá Sama Evanse (Chord Overstreet) jestli je připravený jednat jako vedoucí sboru New Directions. Carole Hudson-Hummel (Romy Rosemont) a Burt Hummel (Mike O'Malley), matka a nevlastní otec bývalého vedoucího New Directions Finna Hudsona (Cory Monteith) jedou s New Directions do Los Angeles jako podpora a připomínají jim, jak moc na nich Finnovi záleželo.

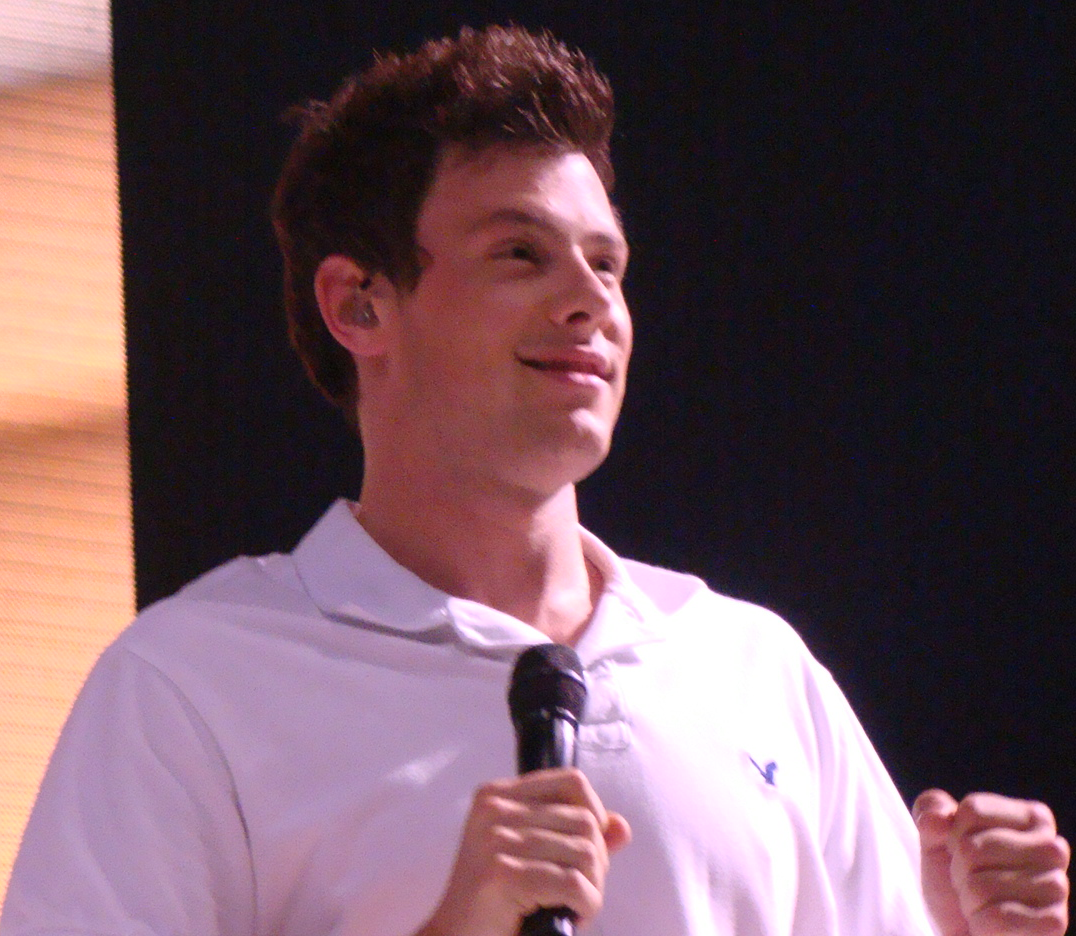
Epizoda obsahuje flashbacky s Finnem Hudsonem (Cory Monteith, na obrázku)

New Directions se v Los Angeles setkávají s bývalou členkou Mercedes Jones (Amber Riley), která získala nahrávací smlouvu u společnosti Sony. Poté jsou konfrontováni konkurenčním sborem Throat Explosion a jeho zastrašujícím vůdcem Jeanem-Baptistem (Skylar Astin). Později Ryder Lynn (Blake Jenner) si jde promluvit s Marley Rose (Melissa Benoist), která nedávno vzdala svůj sen stát se zpěvačkou a skladatelkou, protože nedostala žádnou odpověď na písně, které zaslala do různých soutěží. Marley mu také řekne, že po národním kole plánuje opustit sbor. Ryder a Jake Puckerman (Jacob Artist) bydlí ve stejném pokoji a poté, co se ujistí, že jsou přátelé navzdory jejich rivalitě pro Marley, tak předají Mercedes kopie Marleyiných písní. Mercedes později řekne Marley, že její písně jsou dobré, aby to nevzdávala a pokračovala ve svých hudebních snech.
Tina Cohen-Chang (Jenna Ushkowitz) a Sam si povídají s Carole a Burtem ohledně uplynulých soutěží a Tina je smutná, že tohle bude jejich poslední. Carole řekne, že Tina alespoň tady na tu poslední bude (vyjádřila, že Finn tu už být nemůže) ale pak se ihned za svůj výrok omlouvá. Nicméně později řekne Burtovi, že nezvládne sledovat soutěž a místo toho jdou oba dva na Laguna Beach.
Tu noc se New Directions vplíží do vystupujícího sálu a Sam prozradí, že vzal s sebou Finnův obraz ze sborové místnosti, čímž splní Finnův slib, že s nimi bude na národním kole. Do sálu vstupuje Jean-Baptiste s tvrzením, že sál bude celou noc využívat Throat Explosion ke zkoušení a New Directions vyhazuje. Příští den v autobuse na národní kolo Sam nemůže najít Finův obraz a obviní Jeana-Baptista z toho, že ho ukradl. Sam se vrátí do autobusu a řekne, že s nimi stejně Finn stále je.
Národní kolo začíná se sborem Amazonians, dále sbor Throat Explosion předvádí mashup písní "Mr. Roboto" a "Counting Stars", který zanechá porotce ohromené a Sama a Blaina Andersona (Darren Criss) zděšené. V zákulisí těsně před vystoupením New Directions je Will podporuje a přichází Carole a Burt, kteří si uvědomí, že by Finn chtěl, aby je viděli a vzkážou jim ať se soutěží "vytřou podlahu".
New Directions začínají s "More Than a Feeling" s hlavními hlasy Blainem a Tinou, dále s Artiem v písni "America" a nakonec Sam zpívá sólo v "I Still Haven't Found What I'm Looking For". V tomto bodě si Carole uvědomí, že seznam písní je vytvořen z Finnových oblíbených písní. Poté celý sbor oslavuje, ale Sam je vyčerpaný a řekne Willovi, že do toho vystoupení dal vše. Ve výsledcích ovšem vyhrávají Throat Explosion a New Directions skončí na druhém místě.
Při příjezdu do Ohia Jean-Baptiste vrací Finnův obraz, zjistil totiž, že jeden ze členů (nyní již bývalý člen) Throat Explosion ho ukradl a omlouvá se za něj. Carole a Burt přijdou do sborové místnosti a řeknou, že když je slyšeli vystupovat, bylo to jako vyléčení a vědí, že Finn v nich bude dál žít. Slavnostní dávání poháru za druhé místo do vitríny přeruší Becky Jackson (Lauren Potter), která předvolá Willa před ředitelku Sue Sylvester (Jane Lynch).
Sue gratuluje trenérce roztleskávaček Roz Washington (NeNe Leakes) za výhru v národním kole, ale její zprávy pro Willa jsou špatné. I když má k němu náklonnost, tak protože nevyhrál, tak její povinnost jakožto ředitelky vyžaduje zrušit sbor společně s dalšími několika školními aktivitami kvůli malému rozpočtu. Tato špatná zpráva ohledně trvalého zrušení sboru putuje rychle, Kurt Hummel (Chris Colfer) řekne svým kamarádkám a bývalým členkám sboru Rachel Berry (Lea Michele) a Santaně Lopez (Naya Rivera) během jejich směny v restauraci Spotlight Diner v New Yorku.

## Seznam písní
- „I Love L.A."
- „Vacation"
- „Mr. Roboto / Counting Stars"
- „More Than a Feeling"
- „America"
- „I Still Haven't Found What I'm Looking For"

## Hrají
| Jacob Artist     | Jake Puckerman      |
| Melissa Benoist  | Marley Rose         |
| Chris Colfer     | Kurt Hummel         |
| Darren Criss     | Blaine Anderson     |
| Blake Jenner     | Ryder Lynn          |
| Jane Lynch       | Sue Sylvester       |
| Kevin McHale     | Artie Abrams        |
| Lea Michele      | Rachel Berry        |
| Matthew Morrison | William Schuester   |
| Alex Newell      | Wade „Unique“ Adams |
| Chord Overstreet | Sam Evans           |
| Naya Rivera      | Santana Lopez       |
| Becca Tobin      | Kitty Wilde         |
| Jenna Ushkowitz  | Tina Cohen-Chang    |